# Suiug, Bihor
Suiug (în maghiară Szunyogd) este un sat în comuna Abram din județul Bihor, Crișana, România.

## Istoricul localității
Satul Suiug este atestat documentar din anul 1374 sub denumirea de "Zywnyogd", în anul 1474 "Zwnyog", în anul 1592 "Szunyok", în anul 1828 "Szunyogd", în anul 1851 "Szujoag", iar din anul 1918 cu actuala denumire de "Suiug".